# Temperança

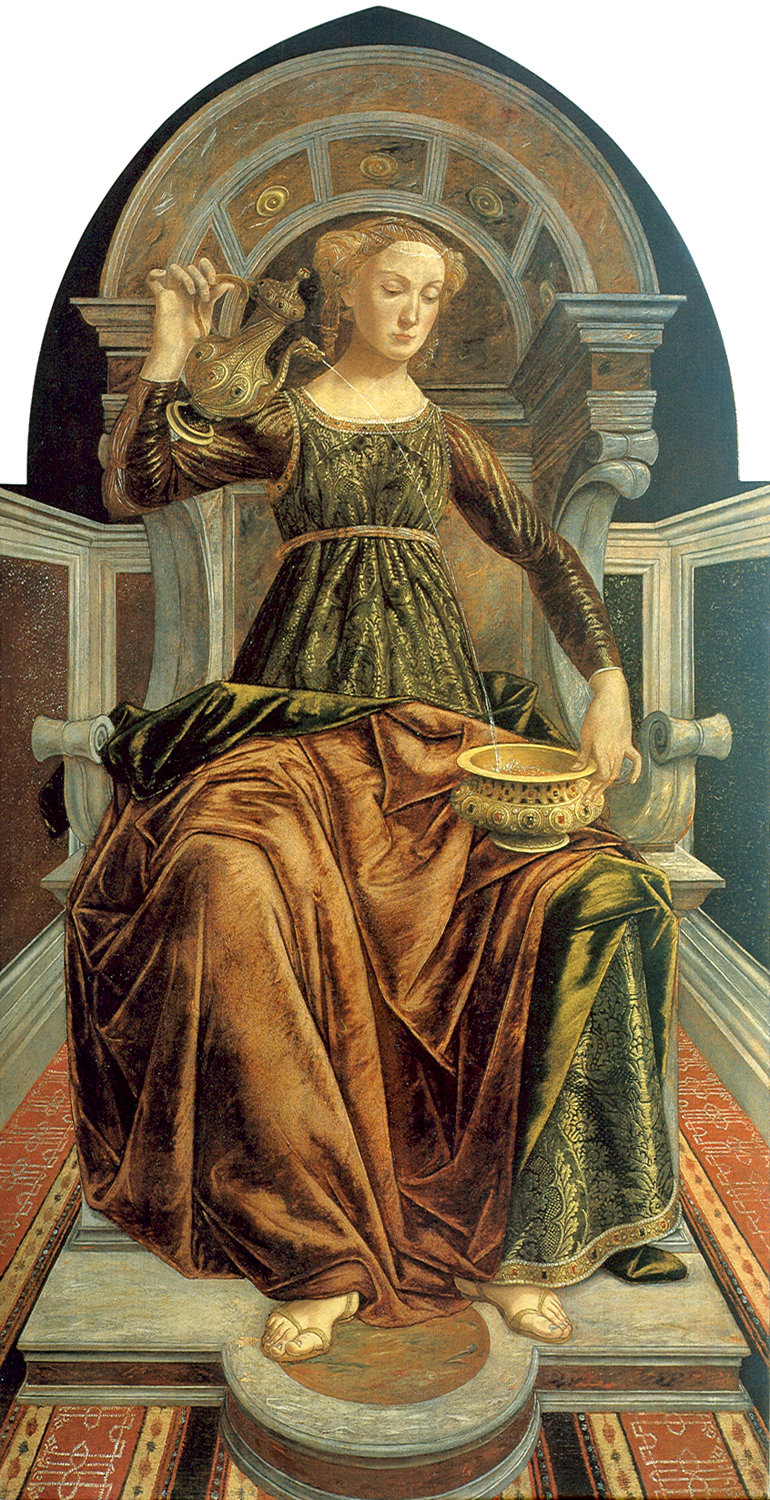
A temperança de Piero Pollaiuolo, 1470

A temperança (em latim: temperantia de em latim: temperare "guardar o equilíbrio") é uma das quatro virtudes cardinais, caracterizada pelo domínio de si e pela moderação dos desejos. As noções de virtude e vício da ética clássica grega, presentes nos trabalhos de Hobbes e Platão, foram sistematizadas por Aristóteles (384 a.C-322 a.C.) em Ética a Nicômaco, texto dirigido ao seu próprio filho.